# Electròmetre

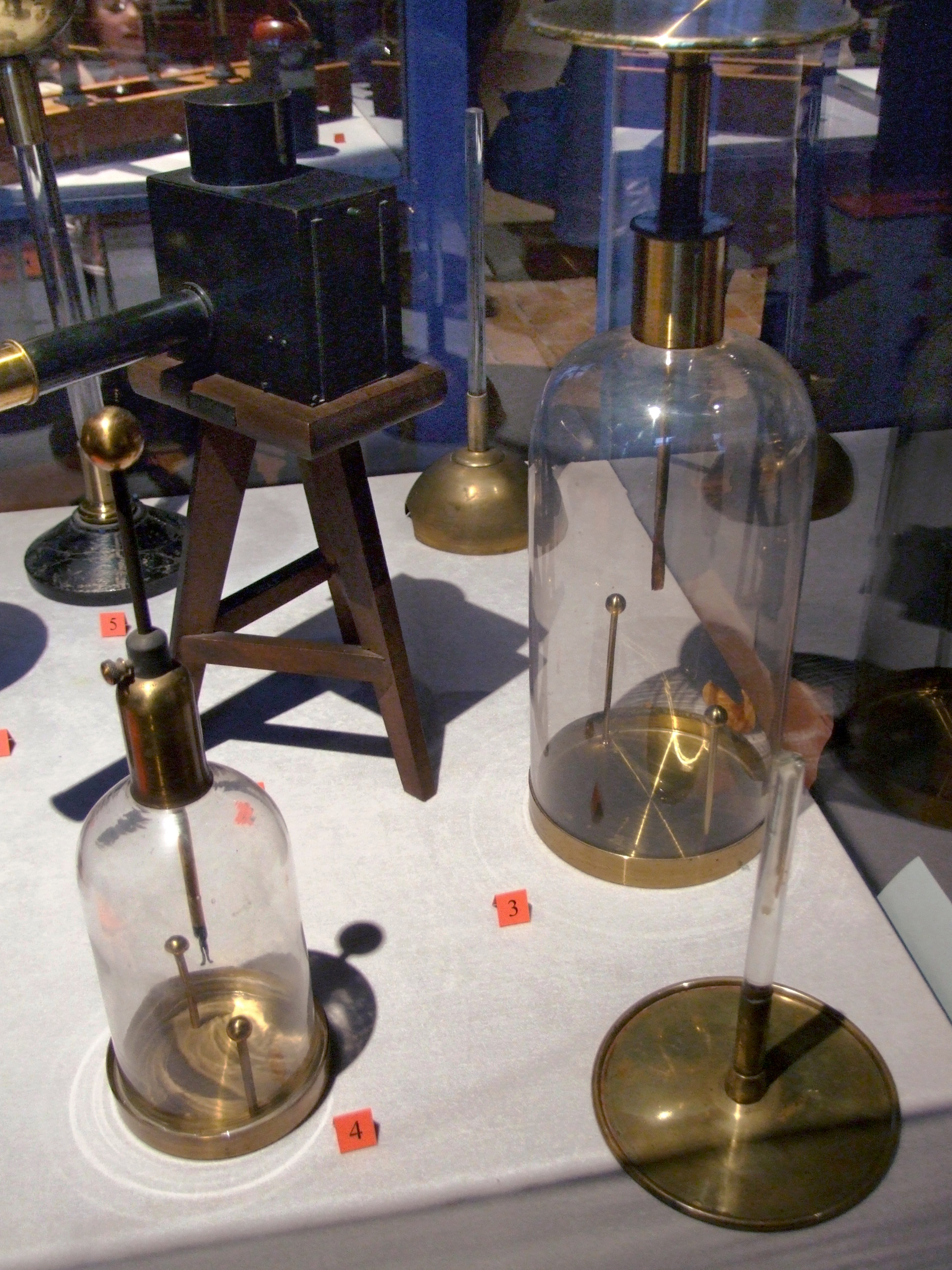
Electròmetres de Volta

Un electròmetre és un instrument elèctric destinat a mesurar la càrrega elèctrica o la diferència de potencial. N'hi ha de diversos tipus, des dels instruments antics que estaven fets a mà fins als aparells moderns d'alta precisió. Els aparells electròmetres moderns estan basats en el tub de buit o en la tecnologia de l'estat sòlid i es poden utilitzar amb corrents elèctrics molt febles, per sota d'un femtoamper. Un instrument més simple i que n'està relacionat, és l'electroscopi, el qual funciona sota principis similars però que només indica les magnituds dels voltatges o càrregues.

## Instruments més antics

### Electròmetre de làmina d'or

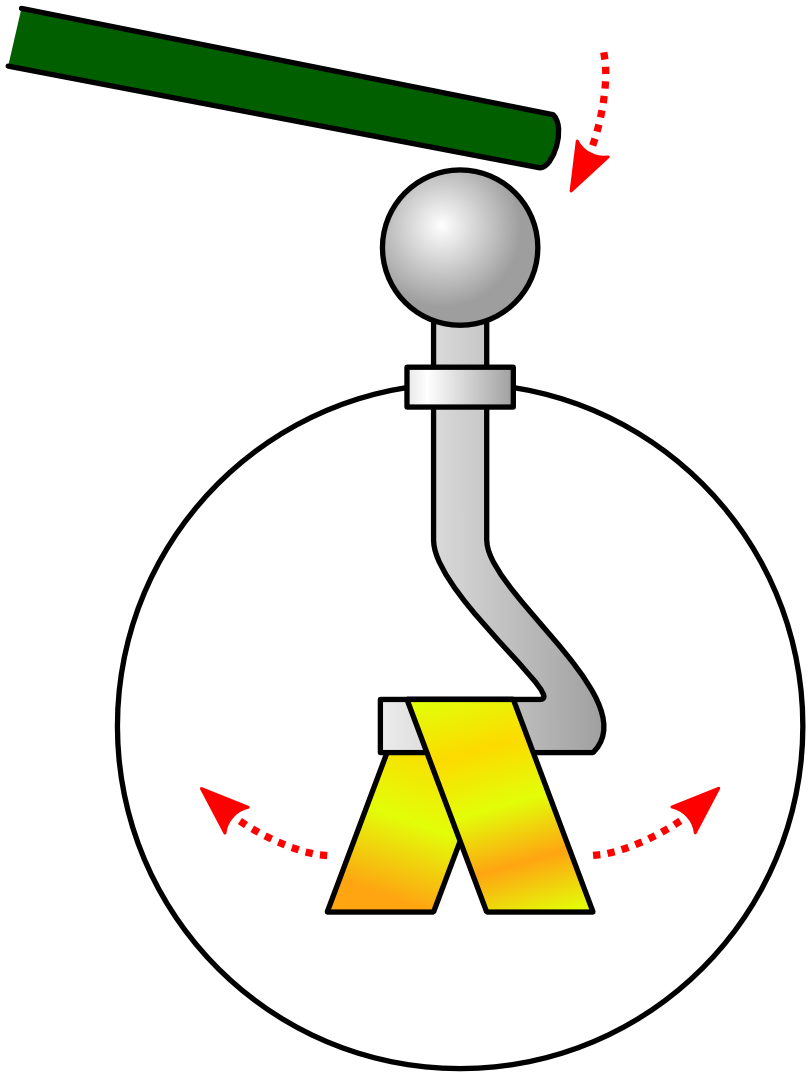
Electròmetre de làmina d'or

L'electròmetre de làmina d'or, desenvolupat durant el segle xviii per diversos científics i entre ells Abraham Bennet i Alessandro Volta, va ser un dels primers instruments capaços d'indicar la càrrega elèctrica. Encara s'utilitza en demostracions científiques però ha estat superat en la majoria d'aplicacions pels electròmetres més moderns. L'instrument consta de dues fines làmines d'or suspeses sobre un elèctrode. Quan aquest elèctrode es carrega per inducció electroestàtica o per contacte, les làmines d'or adquireixen càrregues elèctriques similars que fan que es repel·leixin entre elles per la Força de Coulomb. La seva separació és una indicació directa de la càrrega neta que emmagatzemen. Les làmines estan tancades dins un embolcall de vidre per a protegir-les i dins aquest embolcall si ha de mantenir a més el buit per evitar l'efecte de la radiació ionitzant sobre la càrrega elèctrica l'electròmetre ha d'estar envoltat per una capa de plom. Aquest tipus d'electròmetre és un indicador de la càrrega elèctrica però no pot ser calibrat.

### Electròmetre de Coulomb

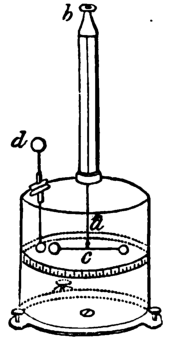
Electròmetre de Coulomb

Aquest disseny utilitza la torsió per tal de donar un mesurament més sensible que no pas el de la repulsió de dues làmines d'or. Consta d'un cilindre de vidre amb un tub de vidre a la part de dalt. En els eixos del tub hi ha una fibra de vidre que en el seu extrem inferior suporta una barra de lacre la qual té una boleta a cada extrem. En una altra obertura del cilindre s'hi introdueix una altra barra de lacre amb boletes daurades.
Si es carreguen la bola més baixa de la part inferior aquesta repel·leix les altres boletes. L'aparell disposa d'un sistema per indicar la quantitat de la càrrega elèctrica.

## Electròmetres més moderns
Un electròmetre modern és un voltímetre molt sensible que per tenir una impedància d'entrada tan alta que el flux de corrent que hi passa per dins que es pot considerar pràcticament de zero. El valor real de la resistència dels electròmetres actuals és de l'ordre de 10¹⁴Ω, comparat amb els 10¹⁰Ω pels nanovoltímetres.
Entre altres aplicacions, es fan servir els electròmetres en experiments de física nuclear pel fet que poden mesurar les petites càrregues elèctriques que es deixen en la matèria quan hi passa la radiació ionitzant. L'ús més habitual dels electròmetres és per mesurar la radiació dins les cambres d'ionització com és en el comptador geiger.
Tipus d'electròmetres moderns:
- Electròmetres de vibració en la canya (en anglès: Vibrating reed electrometers)

Aquests electròmetres utilitzen un condensador variable format per un elèctrode mòbil (en la forma de llengüeta de canya vibradora) i un elèctrode fix.
- Electròmetres de vàlvules (Valve electrometers)

Aquests electròmetres utilitzen un tub de buit especialitzat (vàlvula termoiònica) amb alta transconductància i resistència d'entrada.
- Electròmetres d'estat sòlid (Solid-state electrometers)

Els electròmetres més moderns consten d'amplificadors d'estat sòlid i transistors d'efecte camp (field-effect transistors). Sovint mesuren també el voltatge, la càrrega, la resistència i el corrent elèctric. Poden mesurar càrregues elèctriques molt petites fins a petites fraccions d'un picocoulomb.